# Саката, Джинн
Джинн Эле́йн Сака́та (англ. Jeanne Elaine Sakata; 8 апреля 1954, Санта-Круз, Калифорния, США) — американская актриса

 и драматург.

## Биография и карьера
Джинн Элейн Саката родилась 8 апреля 1954 года в Санта-Крузе (штат Калифорния, США). С 3 июля 1976 года она замужем за Тимом Паттерсоном.
Среди её работ роли второго плана в эпизодах таких телесериалов, как «Тихая пристань», «Закон Лос-Анджелеса», «Порт Чарльз», «Провиденс», «Скорая помощь», «Отчаянные домохозяйки» и многих других. Её первое появление на большом экране состоялось в 1992 году в эротическом триллере «Ядовитый плющ». В 2005 году она сыграла второстепенную роль репортёра в боевике «Три икса 2: Новый уровень».
Саката сыграла во многих театральных постановках, часто работая с East West Players (EWP) в Лос-Анджелесе. В 2002 году она выиграла Ovation Awards в номинации «Лучшая актриса первого плана в спектакле» за её работу в постановке Чея Ю «Red». В 2007 году её первая собственная театральная постановка, «Рассвет: Путешествие Гордона Хирабаяши» состоялась в EWP. Позже пьеса была переназвана в «Придерживайся этих истин».

## Избранная фильмография
| Год       |    | Русское название          | Оригинальное название      | Роль               |
| --------- | -- | ------------------------- | -------------------------- | ------------------ |
| 1990      | с  | Тихая пристань            | Knots Landing              | Покупательница № 4 |
| 1991      | с  | Закон Лос-Анджелеса       | LA Law                     | Присяжный № 1      |
| 1992      | ф  | Ядовитый плющ             | Poison Ivy                 | Изабель            |
| 1997      | с  | Порт Чарльз               | Port Charles               | Член комитета      |
| 1997      | с  | Провиденс                 | Providence                 | Мадам Ким          |
| 2002      | ф  | Милашка                   | The Sweetest Thing         | Минг               |
| 2004      | с  | Скорая помощь             | ER                         | Люсия Родригес     |
| 2005      | ф  | Три икса 2: Новый уровень | XXX: State of the Union    | Репортёр           |
| 2006      | с  | Отчаянные домохозяйки     | Desperate Housewives       | Ли Ван             |
| 2007      | мс | Аватар: Легенда об Аанге  | Avatar: The Last Airbender | Мисс Квон          |
| 2015—2016 | с  | Доктор Кен                | Dr. Ken                    | Пэм                |